# Bloodhounds
Bloodhounds (hangul: 사냥개들; rr: Sanyanggaedeul) (bra: Cães de Caça) é uma série de televisão sul-coreana de ação, escrita e dirigida por Kim Joo-hwan, e estrelada por Woo Do-hwan, Lee Sang-yi, Park Sung-woong e Heo Joon-ho. Estreou na Netflix a partir de 9 de junho de 2023. Uma segunda temporada foi confirmada.

## Sinopse
A trama se passa na época da pandemia de COVID-19. Forçado a pagar uma dívida astronômica, um jovem que aspirava a ser boxeador profissional desiste do sonho, junto com outro amigo boxeador, e, como ele um ex-fuzileiro naval, sob as ordens do Sr. Choi. Choi era uma lenda no mundo dos empréstimos privados até que um dia desapareceu sem deixar pistas. Agora ele voltou, junto com uma jovem que trata como sua herdeira, dedicando-se a ajudar os mais necessitados, emprestando-lhes dinheiro sem juros, mas os quatro entram em conflito com outros personagens deste mesmo ramo, que ameaçam destruir e arruinar os empreendimentos de Choi.

## Elenco

### Principal
- Woo Do-hwan como Kim Geon-woo, um aspirante a boxeador, sincero e atencioso, que trabalha para agiotas.[8][9]
- Lee Sang-yi como Hong Woo-jin, parceiro de Geon-woo.[8]
- Park Sung-woong como Kim Myeong-gil, CEO da Smile Capital, um famoso agiota que subjuga os mais fracos.[8][10]
- Heo Joon-ho como Sr. Choi, agiota e uma figura famosa no ramo dos empréstimos privados.[8]

### De apoio

#### Pessoas ao redor do Sr. Choi
- Kim Sae-ron como Cha Hyun-joo, uma jovem que o Sr. Choi trata como sua neta e futura  herdeira.[11][12][13]
  - Kang You-ra como Hyun-joo criança.

- Ryu Soo-young como Lee Doo-young, ex-funcionário do Sr. Choi, a quem ele ajuda.[14]
- Lee Hae-young, como Hwang Yang-jung, ex-funcionário do Sr. Choi, que dirige um restaurante japonês.[15]
- Min Kyung-jin como Oh In-mook, motorista e funcionário mais próximo do Sr. Choi.

#### Smile Capital e capangas de Kim Myeong-gil
- Tae Won-seok como Kang In-beom, o corpulento subordinado de Myeong-gil, que ele conheceu na prisão.
- Cheon Dong-bin como Cheon Dong-woo.[16]
- Ha Soo-ho como Im Jang-do, diretor de planejamento estratégico da Smile Capital que já trabalhou na Academia de Polícia.
- Jo Wan-gi como Kim Jun-min, diretor de vendas da Smile Capital.
- Bae Jae-gi como Yang Jae-myeong, que recebeu um empréstimo por engano do Sr. Choi e agora trabalha para a Smile Capital.

#### Outros
- Choi Young-joon como Min Kang-yong, membro da Divisão de Investigação de Crimes Graves da Sede Nacional de Investigação e primo de Min-beom.[15]
- Choi Si-won como Hong Min-beom, membro da terceira geração de uma família chaebol e primo de Kang-yong.[17][15]
- Hong Jun-young como Capitão Jung.
- Ha Soo-ho como Im Jang-do.
- Yoon Yoo-sun como Yoon So-yeon, mãe de Geon-woo.
- Park Ye-ni como Kang Tae-yeong.
- Jung Da-eun como Oh Da-min, neta de In-mook.[18]

### Participações especiais
- Lee Joong-ok como um bêbado.
- Park Hoon como Moon Kwang-moo, um ex-fuzileiro naval e agiota, que trabalhou com o Sr. Choi e com quem ainda mantém contato.

- Kim Min-jae como Kim Jae-min, um oficial corrupto da Unidade 1 da Divisão de Investigação de Crimes Graves e subordinado de Kang-yong.

## Produção
A série é baseada em uma webtoon popular de mesmo nome, criada por Jeong Chan. A Netflix confirmou sua adaptação para uma série em novembro de 2021, assim como os nomes dos protagonistas e do diretor Kim Yoo-hwan, sendo essa sua primeira série. Este último também dirigiu o filme Midnight Runners em 2017.
Kim Sae-ron foi escolhida originalmente para o papel de Hyun-joo. Porém, em maio de 2022 a atriz foi levada e interrogada pela polícia ao causar um acidente enquanto dirigia embriagada. O escândalo que se seguiu fez com que a Netflix decidisse substituí-la por Jung Da-eun, mesmo que a maioria das cenas já tivessem sido filmadas e que sua substituição exigisse alterações no roteiro. Em abril de 2023, fontes próximas ligadas à produção afirmaram que Kim apareceria na série de qualquer modo e que cenas já filmadas com ela antes do acidente seriam mantidas, e que Jung acabaria por interpretar uma personagem diferente. Para minimizar o chamado “risco Kim Sae-ron”, ou seja, de que a série sofresse rejeição por parte do público devido à presença dela, o diretor optou por reduzir ao máximo de cenas onde a atriz estivesse presente.
Em 12 de maio de 2023, foi anunciada a data de lançamento para 9 de junho, enquanto o pôster principal e o primeiro trailer foram divulgados logo em seguida. Imagens de algumas cenas seguiram em 18 de maio. O elenco da série participou de uma coletiva de imprensa no dia 7 de junho, em um hotel em Mapo-gu, Seul.

## Recepção

### Audiência
Segundo dados fornecidos pela Netflix, até 2 de julho de 2023, a série estava há quatro semanas entre os dez programas em língua não inglesa mais vistos do mundo em sua plataforma, com mais de vinte milhões de horas assistidas, acumuladas por espectadores de diversos países.

### Crítica
O jornalista Pierce Conran, do South China Morning Post, ressaltou que Bloodhounds "pode ser uma história simples, mas nos atrai habilmente através de seu ritmo, mantendo o suspense entre lutas espetaculares." No entanto, ele lamenta o desaparecimento da personagem interpretada por Kim Sae-ron, devido ao incidente mencionado acima, e sua substituição “pouco convincente” por Jung Da-eun. Segundo Conran, isso prejudica o final da série, que poderia ter sido excelente, mas que, apesar de tudo, continua sendo um programa muito bom.
Uma crítica da Wired Italia aponta que "o que Bloodhounds inequivocamente se destaca é a coreografia das cenas de ação: lutas de boxe, confrontos entre gangues, espancamentos, duelos com facas, muitas vezes encenados por meio de planos magistrais de sequência e sem as limitações da censura da TV aberta."
Jonathan Wilson, do Ready Steady Cut, também leva em consideração as cenas de ação da série: “Bloodhounds vive e morre em sua ação. A maioria dos episódios inclui pelo menos alguns ótimos cenários, de brigas a perseguições de carros, e a coreografia é muito boa no seu pior e às vezes até excelente." Além disso, ele também aponta que seu enredo é bastante simples e o desenvolvimento é muito extenso.

## Prêmios e indicações
| Ano  | Cerimônia              | Categoria                  | Candidato   | Resultado | Ref.   |
| ---- | ---------------------- | -------------------------- | ----------- | --------- | ------ |
| 2023 | 14º Korea Drama Awards | Prêmio de Excelência, Ator | Lee Sang-yi | Venceu    | [ 30 ] |

## Artigos em lista
| Editora | Ano  | Lista                                             | Classificação | Ref.   |
| ------- | ---- | ------------------------------------------------- | ------------- | ------ |
| Time    | 2021 | Os 10 melhores dramas coreanos de 2023 na Netflix | Incluído      | [ 31 ] |